# Pseudalcathoe aspetura
Pseudalcathoe aspetura is een vlinder uit de familie wespvlinders (Sesiidae), onderfamilie Sesiinae.
Pseudalcathoe aspetura is voor het eerst wetenschappelijk beschreven door Meyrick in 1932. De soort komt voor in het Afrotropisch gebied.